# منضدة الكي

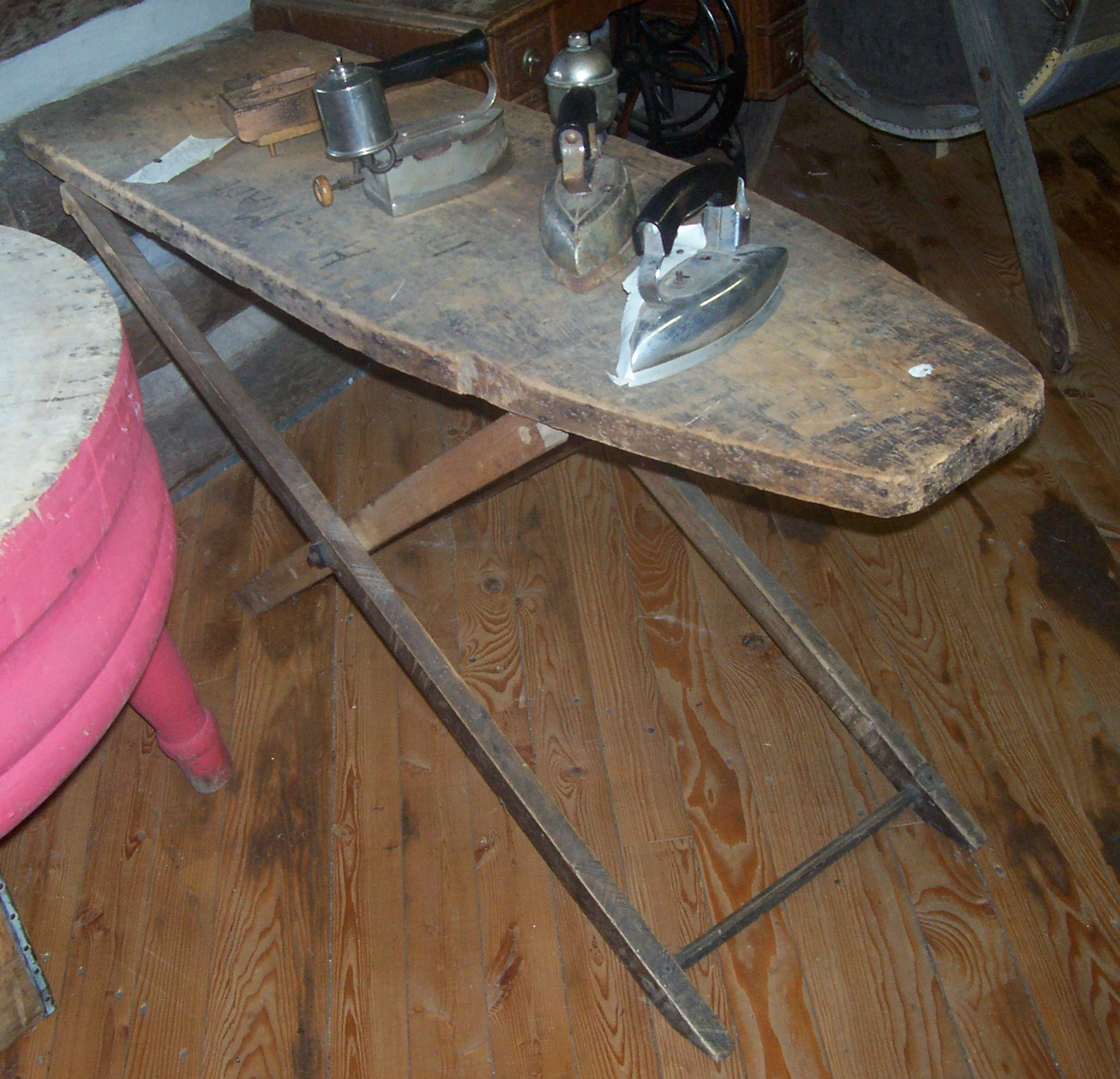
لوح كي تقليدي مصنوع من الخشب

منضدة الكي هي منضدة للكي أو لوح خشبي توضع فوقه الملابس من أجل كيها، أول ظهور له كان في الثمانينات بالولايات المتحدة الأميركية